# Meike van Driel
Meike van Driel (Voorburg, 12 de julio de 1972) es una deportista neerlandesa que compitió en remo.
Ganó una medalla de bronce en el Campeonato Mundial de Remo de 1995, en la prueba de ocho con timonel. Participó en los Juegos Olímpicos de Atlanta 1996, ocupando el sexto lugar en la prueba de cuatro scull.

## Palmarés internacional
| Campeonato Mundial | Campeonato Mundial  | Campeonato Mundial | Campeonato Mundial |
| Año                | Lugar               | Medalla            | Prueba             |
| ------------------ | ------------------- | ------------------ | ------------------ |
| 1995               | Tampere (Finlandia) | Medalla de bronce  | Ocho con timonel   |